# 名誉会長
名誉会長（めいよかいちょう、英：Honorary Chairman）とは、企業、学会、他法人その他の団体が定める名誉職または名誉称号。名誉役員の職名の一つ。類似の職名として名誉副会長などがある(名誉副会長については本項で解説)。
名誉会長は、会長を退職した者に限らず誰に対しても与えられるが、主に海外では国際機関、教育機関等の会長を退職した者のみに対して「栄誉会長」（英：Chairman Emeritus）の栄誉職または栄誉称号が与えられている。

## 名誉会長

### 企業における栄誉職としての名誉会長
企業では会長を退任した者が、名誉会長と呼称されることが多い。通常は名誉職ないし栄誉職の扱いだが、日本製鉄など称号として定めている例がある他、「取締役名誉会長」「代表取締役名誉会長」などのように、取締役との兼任もまれに存在する。
その企業が属する業界団体や経済団体の役員や別の企業の社外取締役に就任することもある。

### 学術団体における名誉会長
特定の学会において、会長および理事長または役員、会員として学問または学会の運営に功績があった者に名誉会長の称号が贈られる。主な例としては、日本消化器外科学会など。

### 公益団体・民間組織における名誉会長
会長、役員・職員としての任期を終えた後も、その組織の運営および発展に寄与するため、オブザーバーとしての地位を表すためのものとして、名誉会長の職が置かれることがある。主な例として一般社団法人日本経済団体連合会や、社会福祉法人全国社会福祉協議会や、社会福祉法人中央共同募金会などがある。
また、地域の観光振興団体では地域のPRキャラクターとして、ゆかりのある芸能人を名誉会長に迎える場合もある。一例として、2016年に東京都目黒区にある「めぐろ観光まちづくり協会」が目黒区在住であるタレントのタモリを同協会名誉会長に迎えたことが挙げられる。

## 名誉副会長

### 公益法人・団体等における名誉副会長
法人・団体によっては、名誉会長に準じ、名誉副会長の職を置くことがある。古くは、太平洋戦争以前(戦前)、日本赤十字社の下に作られた篤志看護婦人会では侯爵鍋島直大の妻、鍋島榮子を会長とし以下役職員を定め、その中で男爵千家尊福の妻・千家俊子、侯爵松方正義の妻・松方満佐子、公爵毛利元昭の母・毛利安子ら3名が名誉副会長に名を連ねていたのはその例である。現代でも国際サッカー連盟で名誉副会長を置く例がある他、日本でも日本テニス協会など、名誉役員の職名として規定している法人もある。

## 名誉コミッショナー

### 野球機構・野球リーグにおける名誉コミッショナー
なお、野球のリーグやリーグを統括する機関ではコミッショナーを引退した人物を名誉コミッショナーとして処遇する事例がある。
米国メジャーリーグベースボール（MLB、大リーグ）でコミッショナーを務めたバド・セリグは1998年の就任以来、リーグ再編やプレーオフ改革を推進したが、2014年に引退を表明。後任コミッショナーにロブ・マンフレットが就任し、自身は名誉コミッショナーとして次期コミッショナーを補佐する意向を明らかにした。翌年、セリグはオーナー会議に出席したのを最後に、1月24日付けで名誉コミッショナーへと勇退した。

### プロレス団体における名誉コミッショナー
日本では1996年、女子プロレス団体JDスター女子プロレスの前身である「吉本女子プロレスJd′」で、落語家の桂三枝（後の六代 桂文枝）を名誉コミッショナーに起用した。